# Скугорово
Скугорово — деревня в Наро-Фоминском районе Московской области, в составе сельского поселения Ташировское. Численность постоянного населения по Всероссийской переписи 2010 года — 58 человек, в деревне числятся 2 улицы и 1 садовое товарищество. До 2006 года Скугорово входило в состав Крюковского сельского округа.
Деревня расположена в западной части района, на правом берегу реки Таруса, примерно в 14 км к северо-западу от города Наро-Фоминска, высота центра над уровнем моря 174 м. Ближайшие населённые пункты — Юматово, Головково и Крюково.